# Château de la Villaudray
Le Château de la Villaudray est un château français situé à Beaulieu-sur-Oudon, dans le département de la Mayenne et la région des Pays de la Loire. Il est situé à 3 kilomètres au sud du bourg, sous la chaussée de l'étang de la Guéhardière.

## Désignation
- La seigneurie de la Ville, alias la Guéhardière, 1577.
- La Ville, château, chapelle non fondée (Hubert Jaillot).

## Histoire
Les deux domaines de la Ville et d'Audray furent aux mêmes mains depuis le XVIe siècle. Jean de Feschal demeurait en sa seigneurie de la Ville, 1572, 1577. 
M. Gaultier fondit les deux domaines en un seul, sous le nom de Villaudray, dont il se titra. Il est échu aux Kersabiec, puis aux Treton de Vaujuas-Langan qui le possèdèrent. Le portail couvert est un reste de l'ancien manoir, mais le château proprement dit a été reconstruit, avec chapelle dont on demande la conservation en l'an XII
En est dame Françoise Le Hirbec, veuve de Jérôme Gaultier de la Villaudray, 1718. 
N. Le Clerc des Gaudesches écrit : « Ma terre de la Ville » en raturant Audray, 1732. Marie-Anne Gaultier, en épousant Marie-Charlotte Duchemin du Bois-du-Pin, se titre encore de la Villaudray de Saint-Cyr, 10 mars 1779. 
Daniel Gautier de la Villaudray et sa fille sont mis en liberté par Jean-François Boursault-Malherbe, 1794.

## Gautier de la Villaudray
- Jérôme Gaultier de la Villaudray, grand-oncle de François-Marie-Gaultier de Vaucenay, marié vers 1687 à Françoise Le Hirbec, receveur général du Comté de Laval, élu de Laval en 1702, bienfaiteur de l'hôpital général, fut anobli par l'acquisition d'une charge de secrétaire du roi. Il avait un oncle, Capucin au Canada, nommé Jérôme de Laval, mort après 1718[1].
- Daniel Gautier de la Villaudray, son fils, juge civil et Maire de Laval de 1739 à 1745, mort le 24 janvier 1745 à Laval. Ses armes sont d'argent au lion d'or.
- Daniel-Anne Gautier de la Villaudray, fils du précédent, né en 1716, étudiant en droit à Paris, 1735, seigneur de Bouère et de la Vezouzière par acquisition, se fit représenter en 1789 à l'assemblée de la noblesse du Maine. Son cachet ovale est armorié d'un écusson chargé d'un lion rampant[1].
- D'Anne Hoisnard il avait eu François-Jérôme, né à Laval en 1746, bachelier en théologie de la faculté de Paris, pourvu au mois de février 1775, traite avec le chapitre pour les fermes du temporel, chanoine, puis doyen de Saint-Tugal de Laval, 1775. Il compare, avec le chanoine Fernier, à l'assemblée du clergé réunie le 16 mars 1780, dans la grande salle du couvent des Frères Prêcheurs du Mans, sous la présidence de François-Gaspard de Jouffroy de Gonsans, évêque du Mans, pour y procéder à la nomination de députés aux États généraux. Il fut membre du bureau du district de Laval, 1787, qui vote en 1788 pour que la représentation du tiers-état soit égale à celle des deux autres ordres, est déporté en Angleterre et meurt à Reading en 1798[1] ;
- Daniel-Anne-Victor Gautier de la Villaudray, capitaine de cavalerie en 1768, marié dans la chapelle du Château de Laval avec Madeleine-Anne Le Clerc de la Galorière, en 1771, enterré à l'Église Saint-André de Niort en 1779[1].
- Joseph-Marie-Anne Gautier de la Villaudray, officier au régiment d'Agenois, capitaine au régiment de Béarn, veuf en 1788 de Charlotte-Jacquine Duchemin du Bois-du-Pin, émigré, mort en 1820 chevalier de l'Ordre royal et militaire de Saint-Louis. Il avait pris le nom de Gaultier de Saint-Cyr. M. Gaultier de la Villaudray père, et Madeleine-Anne Le Clerc, sa bru, passèrent dans les prisons tout le temps de la Terreur[1].

## Sources et bibliographie
- « Château de la Villaudray », dans Alphonse-Victor Angot et Ferdinand Gaugain, Dictionnaire historique, topographique et biographique de la Mayenne, Laval, A. Goupil, 1900-1910 [détail des éditions] (BNF 34106789, présentation en ligne)